# Ин Суни
Ким Инсун (кор. 김인순; родилась 5 апреля 1957 года), больше известная под сценическим именем Ин Суни (Insooni) (кор. 인순이) — южнокорейская певица. Она дебютировала в 1978 году в группе «Hee Sisters» (кор. 희자매). В общей сложности, ею выпущено 19 альбомов, 14 из которых — регулярные. В настоящее время она известна в Корее, как «Современная R&B-дива» с большим кругом поклонников, несмотря на 35 лет творческой деятельности. Она одна из немногих певцов, выступавших в зале Карнеги-Холл в Нью-Йорке, и получила несколько высших наград вещательных организаций на ежегодных церемониях награждения. Она отличается на сцене своим богатым, грудным голосом.
Исполнила песню "Let Everyone Shine" для Зимних Олимпийских Игр 2018

## Детские годы и образование
Будущая певица родилась от отца афро-американца (проходившего в то время военную службу в одной из частей на территории Кореи) и матери кореянки в апреле 1957 года в городке Пхочхон, провинция Кёнгидо. Мать сама занималась воспитанием, получая финансовую помощь по спонсорской программе «Pearl S. Buck International's». В то время в Корее была большая дискриминация в отношении национальных меньшинств, что создавало большие трудности в общении со сверстниками. По воспоминаниям певицы, «В школе я чувствовала себя грязной по сравнению с одноклассниками». После окончания школы Инсунне смогла продолжить обучение дальше. По её словам, трудности она преодолевала с помощью пения.

## Карьера
В 1978 году начинающая певица дебютировала в женской группе «Hee sisters», но южнокорейская публика сомневалась, что она найдет своё призвание в Южной Корее. Участницы группы взяли её в состав лишь из-за необычного вида и умения танцевать.
В 1980 году Ин Суни выпускает соло-релиз «Fate» («Судьба»).
В 1983 году диско-сборник «If it's night, every night» вошёл в чарты KBS и оставался там на 7-м месте до следующего года, что вызвало интерес к творчеству певицы и взлет её популярности.
Также ею был выпущен альбом современной христианской музыки, 1 августа 2006 г. В него входили корейские версии классических христианских песен Amazing Grace, How Great Thou Art (주 하나님 지으신 모든 세계), Jesus (찬양해) и Through Christ.
В 2007 году она получила особое внимание за исполнение песни Goose's Dream (거위의 꿈).

## Личная жизнь
Инсун имеет дочь, Сэ Ин, 1994 г.р., которая присутствовала в Сеульской Международной школе в качестве почетного студента, а в настоящее время посещает Стэнфордский университет.